# Vårdprogram
Vårdprogram är, i Sverige, regionala eller nationella skriftliga överenskommelser för hur vårdgivare ska hantera utredning, diagnosticering, behandling, remittering och uppföljning en viss sjukdom hos patienter. Målet med att ha vårdprogram är att patienter skall bemötas på samma sätt, oavsett var de söker vård inom regionen/landet. Ett vårdprogram kan också innehålla rapporteringsrutiner så att relevanta vårduppgifter kan sammanställas. Det kan då även innefatta sammanställningar av kliniska studier.
De som utfärdar vårdprogram varierar. Det kan vara utredningsgrupper vid sjukhus, regioner eller specialistföreningar.